# Uraria cordifolia
Uraria cordifolia är en ärtväxtart som beskrevs av Nathaniel Wallich. Uraria cordifolia ingår i släktet Uraria och familjen ärtväxter. Inga underarter finns listade i Catalogue of Life.